# MAHONE
MAHONE（マホーン）は、日本のボイストレーナー、歌手、YouTuberである。本名は非公開。キャッチコピーは「デスのお兄さん」。

## 経歴
- 音楽自体は高校の時からやっていたが、当時はボーカルではなくドラムを叩いていた[2]。
- 初めてのアルバイトはダンススクールの受付。
- 大学生の頃のアルバイトは個別指導塾の講師をやっていたが、授業時以外は無給で働いていた。髪色自由ではなかったものの金髪ロングヘアーだった。あだ名は「チャラ先(チャラい先生)」。
- デスボイスを本格的に練習し始めたのは大学生になってから。大学では軽音楽部に所属し、そこで出会った先輩の影響でデスボイスに興味を持つ。
- 友人にデスボイスを教える機会が増えていく過程で「やり方さえおさえて練習していけば、誰でもデスボイスが出せるんだ」と気がつく。
- 大学卒業後は一般企業に就職し、その1年半後に独立。独立当初はデスボイス専門のボイストレーニングと、ヒューマンビートボックスの教室、そしてパーソナルトレーニングジムの3つを同時に運営していた。
- デスボイスそのものの認識が海外に比べて日本では小さすぎること、また日本にはデスボイスを専門に教えている講師がいなかったので、その状況を変えるために自ら講師となる[3]。
- 2019年
  - 5月、「日本で唯一のデスボイス専門教室」MyScreamを設立[4]。
  - 11月 - 、 九州大学大学院医学研究院、および九州大学芸術工学部の音声研究室で「声帯」に焦点をあて、発声や歌唱についての研究を行っている李庸學による、日本初のスクリーム臨床研究への参加をする。
- 2021年
  - 7月2日、bayfm「The BAY☆LINE」にて、自身初となるラジオ番組への出演をする。
- 2022年
  - 4月21日、フジテレビ系列「ポップUP!」にて、自身初となる地上波テレビ番組への出演をする。
- 2023年
  - 1月1日、株式会社を設立し法人化したことを公表[5]。
- 2024年
  - 5月19日、チャンネル登録者10万人を突破[6]。

## 作品

### 参加作品
| 発売日         | アーティスト                         | タイトル                         | 詳細                                                |
| -------------- | ------------------------------------ | -------------------------------- | --------------------------------------------------- |
| 2019年8月10日  | えっちゃん                           | 自制心シンパシー(feat. O-LuHA)   | コーラス、デスボイス指導として参加。                |
| 2020年12月19日 | M.E.D.S.                             | Period. (feat. MAHONE)           | ゲストボーカルとして参加。                          |
| 2021年3月6日   | えっちゃん                           | 異常識セカイ                     | デスボイス担当として参加。                          |
| 2021年3月18日  | lynch.                               | ULTIMA                           | 1曲目「ULTIMA」 2曲目「XERO」にコーラスとして参加。 |
| 2021年6月5日   | Manic depression of the twin puppets | SINoALICE must die               | Death Vocalとして参加。                             |
| 2021年10月4日  | 骸                                   | 夜葬 -cure for pain-             | ボーカルとして参加。                                |
| 2021年12月24日 | 骸                                   | 式日ノカロル                     | ボーカルとして参加。                                |
| 2022年8月24日  | CHAOS CONTROL                        | Unexpected Disorder(feat.MAHONE) | ボーカルとして参加。                                |
| 2023年6月21日  | マガツノート                         | 追憶の果てに眠れ                 | コーラスとして参加。                                |
| 2023年9月23日  | JILUKA                               | VENΦM                            | コーラスとして参加。                                |

## 出演

### テレビ番組
- ポップUP!（2022年4月21日、フジテレビ系列)
- ハマスカ放送部（2022年7月18日、テレビ朝日系列)
- THE神業チャレンジ 再現できたら100万円（2023年5月9日、TBS)動画のみの出演
- 有吉ジャポンⅡ ジロジロ有吉（2023年5月27日、TBS)
- 探偵ナイトスクープ！（2024年7月19日、テレビ朝日系列）

### ラジオ番組
- The BAY☆LINE (2021年7月2日、bayfm)
- SONAR MUSIC (2022年6月1日、J-WAVE)
- oh!my!メタルーム！(2022年8月13日、FM FUJI)

### メディア掲載
- JROCK NEWS（2021年2月4日）[3]
- 独立起業メディア「アントレ」（2021年8月5日）[3]

### ライブ出演
- DEVILOOF × DEXCORE × JILUKA 共催3man「D×D×J」（2022年8月10日、初台The DOORS）
  - DEVILOOF「Ruin」にてゲストボーカルとして参加[7]。
- ゴールデンボンバー全国ツアー2023「振り返ればケツがいる」（2023年3月25日 - 8月6日）
  - 劇中デスボイスを担当。[8]
- Broken By The Scream BAND SET  ONEMAN SHOW 「Born Of Gatherum」（2023年11月18日、渋谷ストリームホール）
  - ゲストボーカルとして参加。
- DEVILOOF × DEXCORE × JILUKA 共催3man「D×D×J」（2023年11月18日、渋谷 CLUB QUATTRO）
  - JILUKA「VENΦM」にてゲストボーカルとして参加[9]。
- 虎祭2024「METATORA」（2024年9月21日、高田馬場CLUB PHASE）
  - ゲストボーカルとして参加。
- JILUKA主催「MAD PIT FES 2024」（2024年10月5日、渋谷 Spotify O-WEST）
  - JILUKA「VENΦM」にてゲストボーカルとして参加。

### その他、出演・講演など
- 夢をかなえるプログラム「ユーチューバーになりたい！」(2019年2月2日、スミセイアフタースクールプロジェクト　福島県いわき市）
- 生シノアリス～生前葬直前SP！デスメタルライブもやるのDEATH～（2021年6月3日、YouTube）
  - アーティスト・Manic depression of the twin puppetsとしてライブ出演[10]。
- OCHABI Creative Solution Awards -2022 3rd Presentation- (2022年11月20日、御茶の水美術専門学校）
  - 特別審査員として参加[11]。
- 月刊ゴールデンボンバー☆4人で力を合わせて踊ってみたSP（2023年1月30日、ニコニコ生放送）
  - 生放送内のデスボイスクイズ企画にて、出題役として音声出演[12]。
- MAHONEデスボ伝道セミナー（2023年2月5日、ESPエンタテインメント大阪）
  - セミナー講師として講義を行った[13]。
- 【大晦日SP】キスマイ宮田のニコ生やったってit's Alright!　〜ゆく俊、くる俊〜（2023年12月31日、ニコニコ生放送）
  - デスボイスクイズにてゲスト出演[14]。
- シノアリス 一番最後のモノガタリ（2024年2月23日公開）
  - デスボイスのアテレコで出演。
- 灰音アサナ『少年ヴィジュアルロック』プリンセスコミックス〈秋田書店〉、2024年04月16日発売。
  - 特殊発声に関する一部描写を監修。